# Milica Bergant
Milica Bergant, slovenska pedagoginja in univerzitetna profesorica, * 26. marec 1924, Železniki, † 29. januar 2013, Cerknica.

## Življenje in delo
Rodila se je v Železnikih. Doktorirala je leta 1957 iz šolskih reform. Zaposlila se je na Filozofski fakulteti v Ljubljani, kjer je predavala na oddelku za pedagogiko (in andragogiko) kot redna profesorica za pedagoško sociologijo. Po upokojitvi je prejela naziv zaslužne profesorice Univerze v Ljubljani.
Objavila je večje število strokovnih člankov. Sodelovala je pri nastajanju več priročnikov za vzgojo mladine (v: Vajino skupno življenje (1961), Naš malček (1980), sestavila pa je tudi nekaj samostojnih publikacij.

## Nagrade
Leta 1975 je s soavtorji prejela Nagrado Sklada Borisa Kidriča za delo Eksperiment v Logatcu
.

## Izbrana bibliografija
- Poizkusi reforme šolstva pri Slovencih, 1958 (COBISS)
- Moj otrok na krivi poti, 1965 (COBISS)
- Strah ovira otrokov razvoj, 1968 (COBISS)
- Teme iz pedagoške sociologije, 1970 (COBISS)
- Predšolska pedagogika, 1980 (COBISS)
- Družina - zakon - ljubezen na razpotju, 1981 (COBISS)
- Preverjanje in ocenjevanje znanja, 1991 (COBISS)